# Сан-Мартіню (Сінтра)
Сан-Мартіню (порт. São Martinho; МФА: [ˈsɐ̃w maɾ.ˈti.ɲu]) — парафія в Португалії, у муніципалітеті Сінтра. Розташована в західній частині країни, на теренах історичної португальської провінції Ештремадура. Входить до складу округу Лісабон. За адміністративним поділом, чинним до 1976 року, терени парафії були складовою провінції Ештремадура. Належить до Лісабонського патріархату Католицької церкви. Патрон — Мартин Турський. Площа — 24,3486 км². Населення — 6226 ос. (2011). Сильно урбанізований регіон. Густота населення — 255,7 осіб/км²
. Код — 111111.

## Назва
- Сінтра (Сан-Мартіню) (порт. Sintra (São Marcos)) — офіційна назва.

## Населення
| Кількість мешканців | Кількість мешканців | Кількість мешканців | Кількість мешканців | Кількість мешканців | Кількість мешканців | Кількість мешканців | Кількість мешканців | Кількість мешканців | Кількість мешканців | Кількість мешканців | Кількість мешканців | Кількість мешканців | Кількість мешканців | Кількість мешканців |
| ------------------- | ------------------- | ------------------- | ------------------- | ------------------- | ------------------- | ------------------- | ------------------- | ------------------- | ------------------- | ------------------- | ------------------- | ------------------- | ------------------- | ------------------- |
| 1864                | 1878                | 1890                | 1900                | 1911                | 1920                | 1930                | 1940                | 1950                | 1960                | 1970                | 1981                | 1991                | 2001                | 2011                |
| 1 757               | 1 959               | 1 578               | 2 272               | 2 574               | 2 990               | 3 368               | 3 730               | 3 678               | 4 234               | 4 578               | 5 471               | 5 102               | 5 907               | 6 226               |